# The Ecologist
The Ecologist es una revista medioambiental británica, luego revista, que se publicó entre 1970 a 2009. Fundada por Edward Goldsmith, abordó una amplia gama de temas ambientales y promovió un enfoque de pensamiento de sistemas ecológicos a través de sus noticias, investigaciones y artículos de opinión. The Ecologist animó a sus lectores a abordar problemas globales a escala local. Después del cese de su edición impresa en julio de 2009, The Ecologist continuó como revista en línea.  A mediados de 2012, se fusionó con la revista Resurgence, editada por Satish Kumar, y el primer número del nuevo Resurgence & Ecologist apareció impreso en septiembre de 2012. The Ecologist tenía su sede en Londres.

## Historia
The Ecologist surgió de la primera ola de conciencia ambiental que siguió al libro seminal Silent Spring de Rachel Carson, que destacó los peligros de los plaguicidas bioacumulativos dentro de las cadenas alimentarias y que culminó en la primera Conferencia de las Naciones Unidas sobre el Medio Humano en Estocolmo en 1972. Este período también vio el establecimiento de organizaciones ambientales líderes como Greenpeace y Friends of the Earth (Amigos de la Tierra).
The Ecologist fue creado en 1970 por Edward Goldsmith como un foro para que él y otros académicos pudieran publicar artículos que se consideraban demasiado radicales para ser publicados en otras revistas o la prensa convencional. The Ecologist pasó de ser una pequeña revista académica con una circulación inicial de sólo 400 ejemplares a una de las revistas de asuntos medioambientales más importantes del mundo con ventas mensuales (incluidas suscripciones y quiosco de periódicos) de 20.000 unidades.
A medida que la revista fue creciendo, su cobertura se hizo más amplia y su estilo más periodístico. El Ecologista cubrió temas como alimentación, cambio climático, noticias ambientales, asuntos corporativos, cadenas de tiendas, químicos, pesticidas y la corporativización de los medios de comunicación. Se le acusó de ser tanto de izquierda como de derecha en su agenda, pero no siguió la doctrina de ningún movimiento específico. Afirmó ayudar a los lectores a "repensar las suposiciones básicas" sobre el mundo. 
El 8 de abril de 2009, The Ecologist anunció que se iba a relanzar únicamente en línea y que la edición de julio sería su última edición impresa. El sitio web se lanzó el 19 de junio de 2009. La publicación de los boletines informativos mensuales en línea de The Ecologist cesó con el número de mayo de 2012.
En junio de 2012, The Ecologist se fusionó con la revista Resurgence. En septiembre de 2012 apareció una nueva publicación impresa producto de la fusión de ambas, llamada Resurgence & Ecologist The Ecologist ha continuado publicando diariamente artículos nuevos en línea.

## Hitos editoriales
En 1972, The Ecologist publicó A Blueprint for Survival (Un cianotipo para la supervivencia, 1972), al que se dedicó un número entero. En un artículo del periódico The Guardian, el excolaborador Fred Pearce lo describió como "un manifiesto verde radical que vendió 750.000 copias y mantuvo la revista a flote financieramente durante años". [cita requerida] Una recomendación del Blueprint condujo directamente a la creación del People Party (Partido Popular), que se convirtió en el Ecology Party (Partido de la Ecología) y luego en el Partido Verde (Reino Unido). A Blueprint for Survival analiza las consecuencias de lo que sucede cuando los humanos alteran los ecosistemas en los que existen. Explica que cuando estos sistemas se interrumpen, alteran otros ecosistemas en todo el mundo. Escrito en una época antes de que se entendiera el cambio climático, A Blueprint for Survival se erige como uno de los pronósticos más tempranos de muchos de los problemas ambientales que enfrenta el mundo en la actualidad.
En el número de 'Monsanto' ('soyonsanto') de septiembre de 1998, The Ecologist reunió una selección de artículos que criticaban el historial medioambiental del gigante agroindustrial Monsanto. La imprenta de The Ecologist en ese momento, Penwells, temía un litigio por difamación de Monsanto y destruyó (guillotinó) las 14.000 copias de la edición. El número fue finalmente impreso por una pequeña imprenta de Londres y se convirtió en el número más vendido de The Ecologist.

## Circulación
En su formato de revista, The Ecologist tuvo una tirada promedio de 20.000 ejemplares por número.
En su encarnación en línea, además del sitio web, había un boletín electrónico semanal y un boletín mensual de suscriptores en PDF, cuyo último número se publicó en mayo de 2012. El Ecologista tiene una página de Facebook en ‘The Ecologist– Página Oficial' y una cuenta de Twitter en ‘The_Ecologist' con más de 100,000 seguidores. 

## Contenido editorial
Si bien The Ecologist no se adhirió a ningún movimiento en particular, su influencia en los grupos antiglobalización se pudo ver a lo largo de su historia al defender el principio de localización, con un énfasis en la construcción de la resiliencia de la comunidad frente al pico del petróleo y el cambio climático mientras se reducen los alimentos. y otras cadenas de suministro de productos básicos.